# De Omval (molen)
De Omval is een in 1890 gesloopte houtzaagmolen in Nieuwer-Amstel, aan de Kwakerspoel, die in hetzelfde jaar gedempt is. Deze paltrokmolen stond ongeveer ter hoogte van het huidige Kwakersplein in Amsterdam-West.
Ondanks dat het gebied bestuurlijk onder Nieuwer-Amstel viel had Amsterdam het er al sinds 1529 voor het zeggen. Om de concurrentie met zaagmolens van buiten de stad tegen te gaan gaf het stadsbestuur van op 2 april 1661 toestemming voor de bouw van twaalf windmolens op het Kwakerseiland, een schiereiland in de poel. De stad stelde als voorwaarde dat er per windmolen slechts één woonhuis gebouwd mocht worden, en dat in verband met de windvang de molens minstens vierhonderd meter uit elkaar moesten staan. De Omval kreeg als adres Kwakerseiland 6.
Onder de andere molens in dit gebied bevonden zich De Vrouwe Maria, De Zaaijer, De Liefde, De Nagtegaal, Vrouwenakker, De Boterton en De Jonge Frederik.
Het gebied werd in 1896 door Amsterdam geannexeerd ten behoeve van woningbouw; de poel werd ter voorbereiding daarvan in 1886 grotendeels en in 1890 geheel gedempt en de molens zijn rond die tijd ook alle gesloopt.
Deze molen moet niet verward worden met de cementmolen op het terrein van De Omval aan de Amstel.